# Newbouldia
Newbouldia é um género botânico pertencente à família Bignoniaceae.

## Espécies
- Newbouldia laevis

## Outros nomes
Conhecida no Brasil como acocô.
- Newbouldia laevis Seem., Bignoniaceae

## Nome e referências
Newbouldia Seem.
José Flavio pessoa de Barros - Ewè Òrìsà - editora Bertrand Brasil.